# Этроше
Этроше́ (фр. Étrochey) — коммуна во Франции, находится в регионе Бургундия. Департамент коммуны — Кот-д’Ор. Входит в состав кантона Шатийон-сюр-Сен. Округ коммуны — Монбар.
Код INSEE коммуны — 21258.

## Население
Население коммуны на 2010 год составляло 229 человек.
| 1962 | 1968 | 1975 | 1982 | 1990 | 1999 | 2010 |
| ---- | ---- | ---- | ---- | ---- | ---- | ---- |
| 201  | 178  | 189  | 189  | 229  | 221  | 229  |

## Экономика
В 2010 году среди 158 человек трудоспособного возраста (15—64 лет) 103 были экономически активными, 55 — неактивными (показатель активности — 65,2 %, в 1999 году было 70,4 %). Из 103 активных жителей работали 89 человек (46 мужчин и 43 женщины), безработных было 14 (9 мужчин и 5 женщин). Среди 55 неактивных 12 человек были учениками или студентами, 18 — пенсионерами, 25 были неактивными по другим причинам.